# Воробьёвка (Воронежская область)
Воробьёвка — село в Воронежской области России. Административный центр Воробьёвского района и Воробьёвского сельского поселения.

## География
Расположено на реке Толучеевка (бассейн Дона) в 210 км к юго-востоку от Воронежа и в 5 км от железнодорожной станции Воробьёвка Лискинского отделения Юго-Восточной железной дороги (на тупиковой ветке «Таловая — Калач»).

## Население
| 1859  | 1897  | 1959  | 1979  | 1989  | 2002  | 2010  |
| ----- | ----- | ----- | ----- | ----- | ----- | ----- |
| 5327  | ↗6763 | ↘4265 | ↗4370 | ↗5702 | ↘4482 | ↘4103 |
| 2012  | 2013  | 2014  | 2021  |       |       |       |
| ↘3984 | ↘3929 | ↘3905 | ↘3662 |       |       |       |

## История
Основано в 1730 году как войсковое поселение Острогожского казачьего полка и названо в честь первого поселенца сотника Воробцова, заселялось казаками запорожцами, черкасами и переселенцами из Московской губернии.
К началу XX века в Воробьёвке действовали два овчинных и два маслобойных завода, водяная мельница, три крупорушки. Имелись: трактир, два постоялых двора, одиннадцать лавок, два винных склада, девять общественных зданий, две церкви, три народных училища, две церковно-приходские школы. В 1913 году закончилось строительство каменной школы.
Советская власть в Воробьёвке была установлена в марте 1918 года. Со средины 1924 года Воробьёвка стала центром укрупнённой волости, которая с упразднением Калачёвского уезда вошла в состав Новохопёрского уезда.
В июле 1928 года Воробьёвка стала районным центром, а спустя три года в ней начала издаваться районная газета, которая называлась «Большевик». В 1931 году в районе было 46 колхозов, начала свою деятельность МТС.
К началу Великой Отечественной войны социально-экономическое состояние хозяйств района значительно улучшилось. В 1937 году в райцентре имелись: кирпичный завод, вальцевая мельница, хлебопекарня, электростанция на 340 световых точек, телефонная станция на 50 номеров, радиоузел на 102 ретрансляционные точки, типография, четыре начальные и одна неполная средняя школы, клуб, в котором демонстрировались фильмы, амбулатория, семенная лаборатория, парикмахерская, баня, дом комбайнера-колхозника, четыре торговых предприятия, столовая, необорудованный рынок. В 1936 году была открыта средняя школа. МТС, МТФ с парком сельскохозяйственной техники и ремонтной мастерской, обслуживала пять колхозов — им. Калинина, Большевик, Политотдел, 1-е Мая, им. Третьего Интернационала на территории Воробьёвского и Первомайского сельсоветов и ряд колхозов, на территориях приграничных сельсоветов. С 1939 года по июнь 1941 года работала сапожная мастерская им. Максима Горького.
В военный период Воробьёвский район находился в прифронтовой зоне. Труженики района — женщины, старики и дети внесли большой вклад в обеспечение страны хлебом и продукцией местного производства.
В послевоенный период, в 1946—1947 годах степная зона из-за суховеев подверглась засухе. Население тяжело перенесло этот период.
С 1948 года территория района была включена в Государственную программу преобразования природы. С 1949 по 1955 год были осуществлены работы по созданию системы полезащитных лесных насаждений, строительству прудов и зарыблению их. Укрепление склонов оврагов и периметров старых и вновь создаваемых водоёмов лесными насаждениями и кустарником. Во всех колхозах и совхозах района внедрялась травопольная система земледелия, разработанная учёными — Докучаевым В. В., Вильямсом В. Р. К 1954 году урожайность зерновых культур начала повышаться и к началу 60-х годов увеличилась на 30-35 процентов, по овощным культурам — на 50-70 процентов, а по травам — в полтора раза. Территория района по климатическим условиям перешла в лесостепную зону. До начала 60-х годов колхозы района не использовали химические удобрения и химикаты. С 1970-х годов существует Воробьёвское охот хозяйство к которому относится лес Третьяк. Богатый различными видами охотничьих ресурсов. Непосредственным ресурсом Воробьёвского охот хозяйства служит поголовье диких зверей (кабанов, лосей, оленей) и птиц (в основном перелётный гусь), добываемых в процессе промысла и любительской спортивной охоты.